# オトマール・ヌッシオ
オトマール・ヌッシオ（Otmar Nussio, 1902年10月23日 - 1990年7月22日）は、イタリア出身のフルート奏者、指揮者、作曲家。

## 人物・来歴
グロッセートの生まれ。ミラノ音楽院でルイジ・ロンギにフルートを学んだあとサンタ・チェチーリア音楽院でオットリーノ・レスピーギに作曲を学ぶ。1936年からチューリッヒに移住し、チューリヒ音楽院でフルートを教えたが、1938年から1968年までルガーノのスイス・イタリアーナ放送管弦楽団の首席指揮者を務めた。1953年からは木曜日コンサートを始め、1966年からそのコンサートの芸術監督を務めた。
ルガーノにて没。